# Codice Lieber
Il Codice Lieber, compilazione privata di diritto internazionale umanitario, fu riversato da Abramo Lincoln nel suo ordine esecutivo approvato il 4 aprile 1863 per lo svolgimento delle operazioni militari nel corso della guerra civile americana.

## Storia
Venne così chiamato perché ne fu autore il giurista Francis Lieber, che recepiva orientamenti e prassi di conduzione ordinata delle ostilità secondo i principi della "guerra in forma" proclamati il secolo prima dal gius-internazionalista Vattel.

## Vigenza
Esso codifica in circa 150 articoli le norme del diritto consuetudinario che gli stati maggiori degli eserciti in epoca moderna tendevano ad adottare nell'intento di condurre le guerre secondo metodi razionali coerenti con i principi della civiltà alla quale appartenevano.
Appare rimarchevole che, nei 'briefs' depositati dalle parti nel processo che condusse alla decisione della Corte suprema degli Stati Uniti d'America del 29 giugno 2004 su Guantanamo, il codice Lieber fosse più volte citato, nonostante il fatto che nei successivi centoquarant'anni le sue elaborazioni siano state consacrate e sviluppate in una dozzina di Convenzioni internazionali (in primis quelle di Ginevra del 1949): evidentemente il valore di diritto interno conferitogli dal presidente Lincoln gli attribuiva - nella logica delle parti che agivano dinanzi alla massima Corte statunitense - un fondamento più solido di molti altri testi internazionali che, sulla questione dei combattenti legittimi, registravano riserve del governo degli Stati Uniti (il quale addirittura non figura ancora come parte firmataria dei protocolli addizionali del 1977 alle Convenzioni di Ginevra).